# Etióp fülesbagoly
Az etióp fülesbagoly (Asio abyssinicus) a madarak osztályába, ezen belül  a bagolyalakúak (Strigiformes) rendjébe és a bagolyfélék (Strigidae) családjába tartozó faj.

## Rendszerezése
A fajt Félix Édouard Guérin-Méneville francia zoológus írta le 1843-ban, az Otus nembe Otus abyssinicus néven. Sorolták az erdei fülesbagoly (Asio otus) alfajaként Asio otus abyssinicus néven is.

## Alfajai
- Asio abyssinicus abyssinicus (Guérin-Méneville, 1843) – Etiópia és Eritrea
- Asio abyssinicus graueri (Sassi, 1912) – Kenya, a Kongói Demokratikus Köztársaság, Ruanda és Uganda

## Előfordulása
Afrikában Eritrea, Etiópia, Kenya, a Kongói Demokratikus Köztársaság, Ruanda és Uganda területén honos. Természetes élőhelyei a szubtrópusi és trópusi hegyi esőerdők, gyepek és cserjések, sziklás környezetben, valamint ültetvények. Állandó, nem vonuló faj.

## Megjelenése
Testhossza 47 centiméter.

## Természetvédelmi helyzete
Az elterjedési területe nagyon nagy, egyedszáma pedig stabil. A Természetvédelmi Világszövetség Vörös listáján nem fenyegetett fajként szerepel.